# Yarra City
Yarra City is een Local Government Area (LGA) in Australië in de staat Victoria. Yarra City telt 70.573 inwoners. De hoofdplaats is Richmond.